# Dacopsis quadripunctata
Dacopsis quadripunctata är en tvåvingeart som först beskrevs av Malloch 1939.  Dacopsis quadripunctata ingår i släktet Dacopsis och familjen borrflugor. Inga underarter finns listade i Catalogue of Life.